# 浅草オペラ

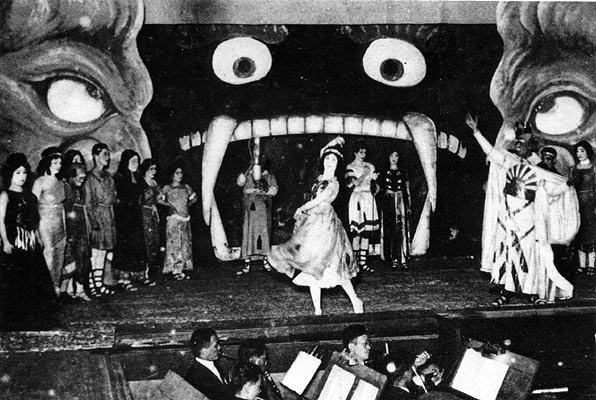
浅草オペラ『天国と地獄』
中央はプリマドンナ・高木徳子、1917年 - 1919年ころ

浅草オペラ（あさくさオペラ、1917年 - 1923年）は、関東大震災までの大正年間、作曲家の佐々紅華や興行師の根岸吉之助、ダンサーの高木徳子らが中心となり東京の浅草で上演され、一大ブームを起こしたオペラ、オペレッタとそのムーヴメントである。第一次世界大戦後の好況を背景に、日本国内におけるオペラ、および西洋音楽の大衆化に大きな役割を果たした。

## 略歴・概要

### 暁光と隆盛
1916年（大正5年）、アメリカでダンサーをしていた高木徳子が「世界的バラエチー一座」を旗揚げ、同年5月27日から10日間にわたり浅草公園六区（浅草寺西側の興行街）の活動写真館「キネマ倶楽部」で昼夜連続公演を行う。アメリカ流のボードビルであったが、この公演の成功をもって「浅草オペラ」の嚆矢とする。
いっぽう、1911年（明治44年）に始まる麹町区丸の内の帝国劇場（帝劇、現在の千代田区丸の内）を舞台にしたオペラが、1916年5月の帝劇洋劇部の解散により行き場を失くす。高木は、7月に一座を解散し、9月に伊庭孝と組み、弟子たちおよび帝劇洋楽部のメンバーの一部とともに新劇団「歌舞劇協会」を結成、川上貞奴の一座との合同公演を甲府、暮れには赤坂区溜池（現在の港区赤坂1-2丁目あたり）で行い、翌1917年（大正6年）1月22日、浅草六区の根岸興行部「常磐座」でオペラ『女軍出征』を上演、大ヒットする。ここから「浅草オペラの時代」が始まるとされる。
この間、帝劇で指導にあたっていたイタリア人演劇家ローシーが、赤坂区（現在の港区赤坂）にオペラ劇場「ローヤル館」を創設する。田谷力三はここに参加している。帝劇洋楽部解散後5か月後の1916年10月から興行を開始するが、原信子は翌年11月に去り、興行的な問題や内部の路線対立から、1918年（大正7年）2月、1年あまりで解散に追い込まれてしまう。
東京蓄音器（のちの日本コロムビア）の音楽製作者・佐々紅華が立ち上がり、「東京歌劇座」を結成、1917年10月23日、浅草「日本館」を常設館としてオペラの公演を開始する。佐々は作詞・作曲、歌い手・ダンサーとしては、石井漠、杉寛、沢モリノ、河合澄子といったメンバー。小杉義男もここにいた。翌1918年2月には、解散した「ローヤル館」の残党、清水金太郎・清水静子の夫妻、ピアニスト澤田柳吉を迎え、同年3月末まで公演した。オッフェンバック作の『天国と地獄』は好評を博した。4月以降の「日本館」での公演は「アサヒ歌劇団」が行った。アサヒには新国劇を辞めた戸山英二郎（のちの藤原義江）がいた。
また同年3月、原が原信子歌劇団を結成、ローヤル出身の田谷、堀田金星はこれに参加、浅草「観音劇場」でアイヒベルク作のオペレッタ『アルカンタラの医者』、6月にはリヒャルト・シュトラウス作の『サロメ』を公演。田谷は同年秋に突然退団、佐々の「東京歌劇座」に参加、さらに清水夫妻、藤原義江とともに「七声歌劇団」を結成、翌1919年（大正8年）2月には根岸興行部の「金龍館」で『アルカンタラの医者』を公演する。翌月原は一座を解散、「引退宣言」をして渡米する。
同年5月には松竹が「浅草オペラ」に参入、「新星歌舞劇団」を結成、伊庭、岸田辰彌、高田雅夫、高田せい子、藤原義江らローヤル出身者を引き抜く。「夷谷座」で伊庭の新作『無頼漢、戦争の始終』を公演。翌月には岸田は退団して宝塚歌劇団入りする。同年10月、高木徳子が28歳で死去。翌1920年（大正9年）3月、藤原がイタリアへ留学する。

### 根岸歌劇団の時代

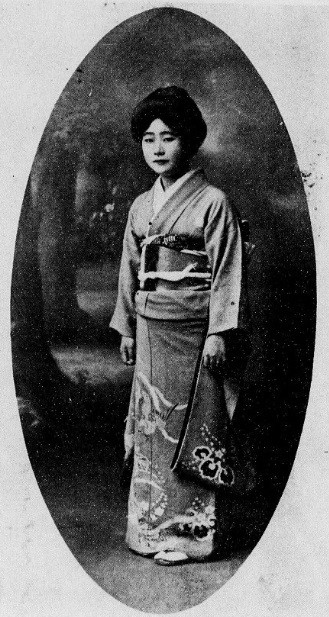
安藤文子, 1919

そして同年8月、根岸興行部の「金龍館」館主・根岸吉之助が、伊庭、清水夫妻、高田夫妻、田谷、堀田といった「新星歌舞劇団」幹部を松竹から引き抜き、根岸専属とし、「根岸大歌劇団」を結成、同年10月11日に伊庭作詞、竹内平吉作曲、高田雅夫コレオグラフによるオペラ『釈迦』を公演、『嫁の取引』公演では高田の弟子として同劇団に参加した二村定一（当時「二村貞一」）が初舞台を踏んでいる。同劇団には安藤文子がスターとしていた。自称「グランドオペラ」の「根岸大歌劇団・金龍館の時代」の幕開けである。
あまた割拠した「浅草オペラ」は「金龍館」に集中する。「金龍館」は1921年（大正10年）末に大改築工事を行い、同年12月31日にふたたび幕を開けた。1922年（大正11年）3月20日、「根岸大歌劇団」がビゼーのオペラ『カルメン』を初演、そのコーラスで榎本健一（エノケン）がデビューしている。ジュゼッペ・ヴェルディ作の『椿姫』など、通俗的な場面が人気を博した。

### ペラゴロ
浅草でのオペラ、オペレッタ公演は、帝劇でのそれとは違い、なんといっても大衆のもの、若者のものであった。入場料が安く、20銭ないしは10銭で半日たのしむことができた。「浅草オペラ」の熱狂的なファンは「ペラゴロ」とも呼ばれた（女義太夫の取り巻きファンを「堂擦連（どうするれん）と呼んだのと同様である）。後年有名になる当時のペラゴロ青年に、浜本浩（のちに小説『浅草の灯』（1938年）を書いた）、今東光、サトウ・ハチロー、高田保らがいた。特に「東京歌劇座」結成以降の時代は沢モリノ・河合澄子の二大スターの人気が凄まじく、登場するや否や「モリノ！」「澄子！」というペラゴロ達の掛け声で埋め尽くされて台詞がまともに聞こえなかったというエピソードがある。
また、「ペラゴロ」とまではいかなかったが、浅草オペラを愛好した青少年には、宮沢賢治、小林秀雄、今日出海、徳川夢声、東郷青児、川端康成らがいた。宮沢は田谷の名を織り込んだ詩『函館港春夜光景』（1924年作、『春と修羅 第二集』所収）を残し、『ブン大将』に影響を受けたオペレッタ『飢餓陣営』（1922年、通称『バナナン大将』）を書き、花巻農学校で上演している(『宮澤賢治　浅草オペラ・ジャズ・レヴューの時代』論創社・刊／菊池清麿・著）。なお川端の小説『浅草紅団』（1929年）は、浅草オペラの後の時代の浅草を描いた作品である。

### 終焉・その後
1923年（大正12年）9月1日、突如襲いかかった関東大震災により、浅草は壊滅的な被害を受け、大道具、小道具や楽譜類が消失、劇場も使用不能となった。浅草での上演は行えなくなり、旅興行や浅草以外での東京公演を行った。1924年（大正13年）3月にはついに「根岸大歌劇団」は解散、田谷らが別の歌劇団を結成したり、上演内容が貧弱になったりしたため、大衆の関心が離れて集客力が低下、1925年（大正14年）10月の「浅草劇場」での『オペラの怪人』上演を最後に、「浅草オペラ」は消滅した。
やがて浅草公園六区は復興し、浅草オペラは、人的にも文化的にもレヴューや軽演劇を残した。榎本健一らの「カジノ・フォーリー」や「プペ・ダンサント」、古川緑波らの「笑の王国」が花開いた。1931年（昭和6年）12月31日には、陸軍戸山学校出身で浅草オペラ時代にテナー歌手として活躍し、後に玉木座の支配人に転進した佐々木千里が、角筈にムーランルージュ新宿座を開き、この文化を継承した。
2005年（平成17年）に、佐々の甥が主宰する「東京歌劇座」が浅草SHOWホールで、80年ぶりに復活上演を行った。

## おもなオペラ・オペレッタ
- 伊庭孝、オペラ『女軍出征』
- オッフェンバック『天国と地獄』
- アイヒベルク（Julius Eichberg）、オペレッタ『アルカンタラの医者』
- リヒャルト・シュトラウス『サロメ』
- 伊庭孝『無頼漢、戦争の始終』
- オペラ『釈迦』（作詞伊庭孝、作曲竹内平吉、コレオグラフ高田雅夫）
- 『嫁の取引』
- ビゼー、オペラ『カルメン』
- ジュゼッペ・ヴェルディ『椿姫』、日本初演1922年3月20日（根岸大歌劇団）
- オッフェンバック、オペレッタ『ジェロルスタン女大公殿下』（La Grande-Duchesse de Gérolstein、通称『ブン大将』）
- 『オペラの怪人』
- 佐々紅華『カフェーの夜』
- スッペ、オペレッタ『ボッカチオ』（Boccaccio）
- ヴェルディ、オペラ『リゴレット』
- ダニエル＝フランソワ＝エスプリ・オベール『フラ・ディアヴォロ』
- シャルル・ルコック『アンゴー夫人の娘』
- ロベール・プランケット（英語版）『コルヌヴィルの鐘』（『コルネヰルレ古城の鐘』、『古城の鐘』）

## ヒット曲
有名な『コロッケの唄』は、佐々紅華の「東京歌劇団」の『カフェーの夜』からのヒットであるが、帝劇の取締役であった益田太郎冠者こと男爵益田太郎が作詞し、1917年に帝国劇場での女優劇『ドッチャダンネ』の公演で発表した洋風小唄「コロッケー」を佐々がリサイクル利用したものである。
オーケストラの草分け篠原正雄が指揮したのは15人前後の編成のコンパクトなものであり、天才ピアニストと呼ばれた澤田柳吉は燕尾服を脱ぎ捨て、印半天を羽織って演奏した。澤田はさらにピアノ独奏曲の普及も試み、ベートーヴェン「月光」第1楽章を披露するが、当時の聴衆は静かな曲想を理解せず、席を立つ者が続出したと言われる。
また当時のオーケストラは、既に高水準な演奏を達成していた山田耕筰や近衞秀麿などの活動からは程遠く、オーボエやホルンのような演奏困難な楽器が加わる事はなかった。指揮者の篠原正雄も後には、いわゆる「純正歌劇」の世界で活動したり、また第二次大戦後にはレコードの編曲者（フォークダンスなど）に新たな道を見出す事となる。
なお「浅草オペラ「浅草オペラ」にあっては、『カルメン前奏曲』も「チャンチャラオカシヤ、チャンチャラオカシヤ、チャンチャラオカシヤ、エヘヘヘ」とペラゴロたちに歌詞をつけられた。オッフェンバックのオペレッタ『ジェロルスタン女大公殿下』が『ブン大将』に、『ベアトリーチェ』が『ベアトリ姐ちゃん』に変わる。鹿鳴館時代には上流階級のたしなみであった西洋音楽が、一気に大衆のものに落としこまれていく浅草のダイナミズムである。
以下の諸曲はいずれもカメラータ・トキョウのCD『浅草オペラ珠玉集』(2001）に収録されている。現代の若手オペラ歌手と、打楽器、ピアノ、ホルン、弦楽五重奏などで再現したものだが、実際は榎本健一がそうであるようにオペラ発声とはやや異なった歌い手も加わった、より大衆性の強いものであったと思われる。
- 『ベアトリ姐ちゃん』、作詞小林愛雄、作曲フランツ・フォン・スッペ（オペレッタ『ボッカチオ』）
- 『恋はやさしい野辺の花よ』、作詞小林愛雄、作曲フランツ・フォン・スッペ、（同）
- 『コロッケの唄』、作詞作曲益田太郎冠者（ミュージカル『カフェーの夜』）
- 『おてくさん』、作詞益田太郎冠者、作曲佐々紅華（同）
- 『女心の唄』、作詞堀内敬三、作曲ジュゼッペ・ヴェルディ（オペラ『リゴレット』）

理解